# Василие Търбич
Василие Търбич (на сръбски: Василије Трбић или Vasilije Trbić), известен като Васил Велешки, е сръбски войвода на чета на сръбската въоръжена пропаганда, действала в Македония.

## Биография
Търбич е роден в славонското село Биело бърдо, тогава в Австро-Унгария. Учи в родния си край, а после заминава при роднини в Кралство Сърбия и завършва четири гимназиални класа в Парачин и Алексинац. Заминава за Света гора с идеята да стане монах, но след убийството на български монах в Хилендарския манастир от страна на сръбски гимназисти от Солун, е принуден да напусне Света гора и се включва в сръбската въоръжена пропаганда в Македония като войвода на чета във Велешко.
По време на Балканската война е начело на чета на Черна ръка, която тероризира видните българи в Ресен и Ресенско под предлог общо разоръжаване на селата. Така например Ефтим Трайков от Крани, който отказва да предаде пушката си, е жестоко пребит и заровен до кръста в земята. В Сливница са бити с часове до смърт Крум Сливенчанец и българският свещеник Петър. Извършени са мащабни реквизиции от видните българи Михаил Татарчев, Георги Трайчев, братя Ляпчеви. Напълно обрани са къщите на забегналите в България.
След Междусъюзническата война се установява във Велес. Търбич участва в смазването на Тиквешкото въстание в 1913 година. По време на Първата световна война действа 6 месеца като разузнавач в тила на българските части, като неговите действия осуетява началникът на военно-полицейската секция във Велес Стефан Петков – Сиркето.
След войната Търбич става политик и депутат от Югославската национална партия. Избран е в 1925 година, както и в 1927 година от Народната радикална партия. Избран е и на изборите в 1931 година от Прилепския стрез.
Той е баща на Войче Търбич, четнически войвода от Втората световна война.